# سينورة أسترالية
السينورة الأسترالية (الاسم العلمي:Synura australiensis) هي نوع من الأسناخ الصبغية تتبع جنس السينورة من فصيلة السينورية.